# Windham Hill Records
Windham Hill Records (aussi appelé Windham Hill Productions) est une maison de disques américaine fondée en 1982 officiellement comme un label de musique classique.
D'abord distribuée par A&M Records jusqu'en 1985, elle est ensuite distribuée par Geffen Records jusqu'en 1991, puis depuis 1991 par Sony Music qui devient Sony BMG juste après que Sony a fusionné avec BMG.